# شاوارش ماتئوسیان
شاوارش ماتئوسی ماتئوسیان (ارمنی: Շավարշ Մաթևոսի Մաթևոսյան؛  زادهٔ ۷ مارس ۱۸۹۵ - درگذشته ۱۶ آوریل ۱۹۶۹) یک زیست‌شناس، انگل‌شناس و استاد اهل ارمنستان بود.

## زندگی‌نامه
در ۱۹ مارس [سبک قدیمی: ۷ مارس] ۱۸۹۵ در ایروان به دنیا آمد و از دانشگاه دولتی مسکو (۱۹۱۹) فارغ‌التحصیل شد. وی در انستیتو همه‌گیرشناسی، ویروس‌شناسی و انگل‌شناسی پزشکی و دانشگاه پزشکی دولتی ایروان فعالیت می‌کرد.  وی همچنین برنده دانشمند شایسته ارمنستان شوروی (۱۹۵۴)، نشان لنین و نشان ستاره سرخ شده است. وی در ۱۶ آوریل ۱۹۶۹ در سن ۷۴ سالگی در ایروان درگذشت.

## یادداشت
1. ↑  բժշկական գիտությունների դոկտոր